# Paris 1919
Paris 1919 is een album uit 1973 van John Cale. Het is zijn vierde album na zijn vertrek uit de Velvet Underground. Het is geproduceerd door Chris Thomas. Cale wordt op dit album bijgestaan door onder anderen gitarist Lowell George, toetsenist Billy Payne en drummer Richie Hayward, die beter bekend zijn als leden van de band Little Feat.
Paris 1919 staat bekend als een van de meest toegankelijke albums van Cale. De titel van het album verwijst naar de Vrede van Versailles waarmee de Eerste Wereldoorlog formeel werd beëindigd.
In 2006 werd een geremasterde en uitgebreide editie uitgebracht. Daarop staan alternatieve versies van elk nummer op dit album. Op deze uitgave verscheen ook voor het eerst het liedje Burned Out Affair.

## Composities
| Nr. | Titel                        | Duur |
| --- | ---------------------------- | ---- |
| 1.  | Child's Christmas in Wales   | 3:21 |
| 2.  | Hanky Panky Nohow            | 2:46 |
| 3.  | The Endless Plain of Fortune | 4:13 |
| 4.  | Andalucia                    | 3:54 |
| 5.  | Macbeth                      | 3:08 |
| 6.  | Paris 1919                   | 4:07 |
| 7.  | Graham Greene                | 3:00 |
| 8.  | Half Past France             | 4:20 |
| 9.  | Antarctica Starts Here       | 2:47 |

| Nr. | Titel                                              | Duur |
| --- | -------------------------------------------------- | ---- |
| 10. | Burned Out Affair (outtake)                        | 5:24 |
| 11. | Child's Christmas in Wales (alternate version)     | 3:30 |
| 12. | Hanky Panky Nohow (drone mix)                      | 2:51 |
| 13. | The Endless Plain of Fortune (alternative version) | 4:08 |
| 14. | Andalucia (rehearsal)                              | 4:34 |
| 15. | Macbeth (rehearsal)                                | 3:34 |
| 16. | Paris 1919 (string mix)                            | 4:29 |
| 17. | Graham Greene (rehearsal)                          | 1:40 |
| 18. | Half Past France (alternative version)             | 4:50 |
| 19. | Antarctica Starts Here (rehearsal)                 | 2:52 |
| 20. | Paris 1919 (piano mix)                             | 6:09 |
| 21. | Macbeth (alternate version)                        | 5:17 |

## Bezetting
- John Cale: zang, bas, gitaar, keyboards, altviool
- Wilton Felder: bas
- Lowell George: gitaar
- Richard Hayward: drums
- Bill Payne: keyboards
- Chris Thomas: tamboerijn
- The UCLA Orchestra o.l.v. Jacob Druckman